# Eremorhax puebloensis
Espèce
Eremorhax puebloensis est une espèce de solifuges de la famille des Eremobatidae.

## Distribution
Cette espèce est endémique des États-Unis. Elle se rencontre au Colorado, en Arizona, au Nouveau-Mexique et au Texas.

## Description
Le mâle holotype mesure 25 mm.
Eremorhax puebloensis mesure de 22 à 25 mm.

## Étymologie
Son nom d'espèce, composé de pueblo et du suffixe latin -ensis, « qui vit dans, qui habite », lui a été donné en référence au lieu de sa découverte, Pueblo.

## Publication originale
- Brookhart, 1965 : Two new solpugids from Colorado and notes on other species (Arachnida: Solpugida). Journal of the New York Entomological Society, vol. 73, no 3, p. 151-155 (texte intégral).